# Gemeinsames Lagezentrum See
Das Gemeinsame Lagezentrum See (GLZ-See) ist der operative Kern des Maritimen Sicherheitszentrums (MSZ) in Cuxhaven. Es soll eine flexible und schlagkräftige Organisation für die Seeraumüberwachung, zur Verbesserung der Gefahrenabwehr und des Unfallmanagements in deutschen Küstengewässern bilden.

## Geschichte
Nachdem ein beabsichtigtes Verwaltungsabkommen zwischen Bund und Ländern zur Schaffung einer gemeinsamen Küstenwache gescheitert war, übernahm 1994 der Bund faktisch die gesamte neue Küstenwache einschließlich der Finanzierung und gründete den „Koordinierungsverbund Küstenwache“, der de jure die Bundesbehörden wie Bundespolizei, Zoll und Fischereischutz koordiniert und der unter dem gemeinsamen Wappen Küstenwache operiert. Nach dem Unglück der Pallas im Jahr 1998 führten die Unzulänglichkeiten bei der Koordination verschiedener Sicherheitskräfte zu umfangreichen politischen Untersuchungen und zur Gründung des Havariekommandos. 2007 nahm dann das Gemeinsame Lagezentrum See (GLZ See) in Cuxhaven seinen Betrieb auf, das neben dem Bund auch die Küstenländer einband.
Im Jahr 2017 wurde der Neubau des Maritimen Sicherheitszentrums eröffnet, dessen Errichtung rund 23,5 Millionen Euro gekostet hat. In diesem Sicherheitszentrum arbeiten rund einhundert Mitarbeiter verschiedener Behörden zusammen. Bundesverkehrsminister Alexander Dobrindt bezeichnete die Einrichtung bei der Eröffnung als ein Koordinationszentrum von Weltrang.

## Struktur
Das GLZ-See ist als gemeinsame Einrichtung des Bundes und der Küstenländer für die maritime Sicherheit an der gesamten deutschen Küste und den seewärtigen Hafenzufahrten zuständig.
Die Wachhabenden der Einsatzstellen im GLZ-See versehen gemeinsam und rund um die Uhr ihren Dienst. Sie tauschen ihre Informationen aus, gründen ihre Lagebewertungen auf identische Basiskenntnisse und koordinieren gemeinsam den Einsatz ihrer Kräfte. Ein Koordinator sorgt für das reibungslose Miteinander im Alltagsbetrieb. Die bestehenden Zuständigkeiten bleiben unverändert. Dies soll hohe Fachkompetenz und eindeutige Verantwortlichkeiten sichern. Sonderlagen werden in üblichen polizeilichen Strukturen unter Führung der für die Einzelaufgabe zuständigen Behörde abgearbeitet.
Das GLZ-See hat vor allem folgende Aufgaben:
- Bereitstellung relevanter Daten und Informationen für die Netzwerkpartner
- Erstellung gemeinsamer Lagebilder
- Erste gemeinsame Einschätzung der generellen Lage
- Gegenseitige Beratung
- Gegenseitige Unterstützung bei besonderen Einsatzlagen
- Logistische Unterstützung der Vollzugs- und Einsatzkräfte
- Zusammenarbeit mit den Lagezentren anderer Behörden und Einrichtungen
- Mitwirkung bei der Vorbereitung sowie Durchführung und Auswertung gemeinsamer Übungen